# María Rodrigo
María Rodrigo Bellido (Madrid, 20 de marzo de 1888 - Puerto Rico, 8 de diciembre de 1967) fue una compositora, pianista y docente española. Hija de María Bellido Díaz y de Pantaleón Rodrigo Falces, profesor de música, ambos naturales de Navarra. Fue la primera mujer reconocida como compositora, así como la primera mujer en estrenar una ópera en España.

## Trayectoria
Su infancia transcurrió en un entorno culto e inclinado hacia las humanidades. Adquirió sus primeras nociones de música con su padre. 
En 1897 comenzó sus estudios de música en el Conservatorio de Madrid, especializándose en piano con José Tragó, armonía con Valentín Arín y composición con Emilio Serrano. Junto a los estudios ordinarios, concluyó su carrera de interpretación de piano en 1902, a los catorce años de edad y obteniendo el Premio Fin de Carrera, considerándola como niña prodigio.

Dominaba varios idiomas, entre ellos el alemán y el francés. Gracias a una beca de la Junta de Ampliación de Estudios, continuó su formación entre 1912 y 1915 en Alemania, Francia y Bélgica. En Múnich fue alumna de Anton Beer-Walbrunn y Richard Strauss, lo que la convirtió en compañera de formación de otros destacados músicos como Wilhelm Furtwängler y Carl Orff, con quien compartiría intereses en la pedagogía musical.

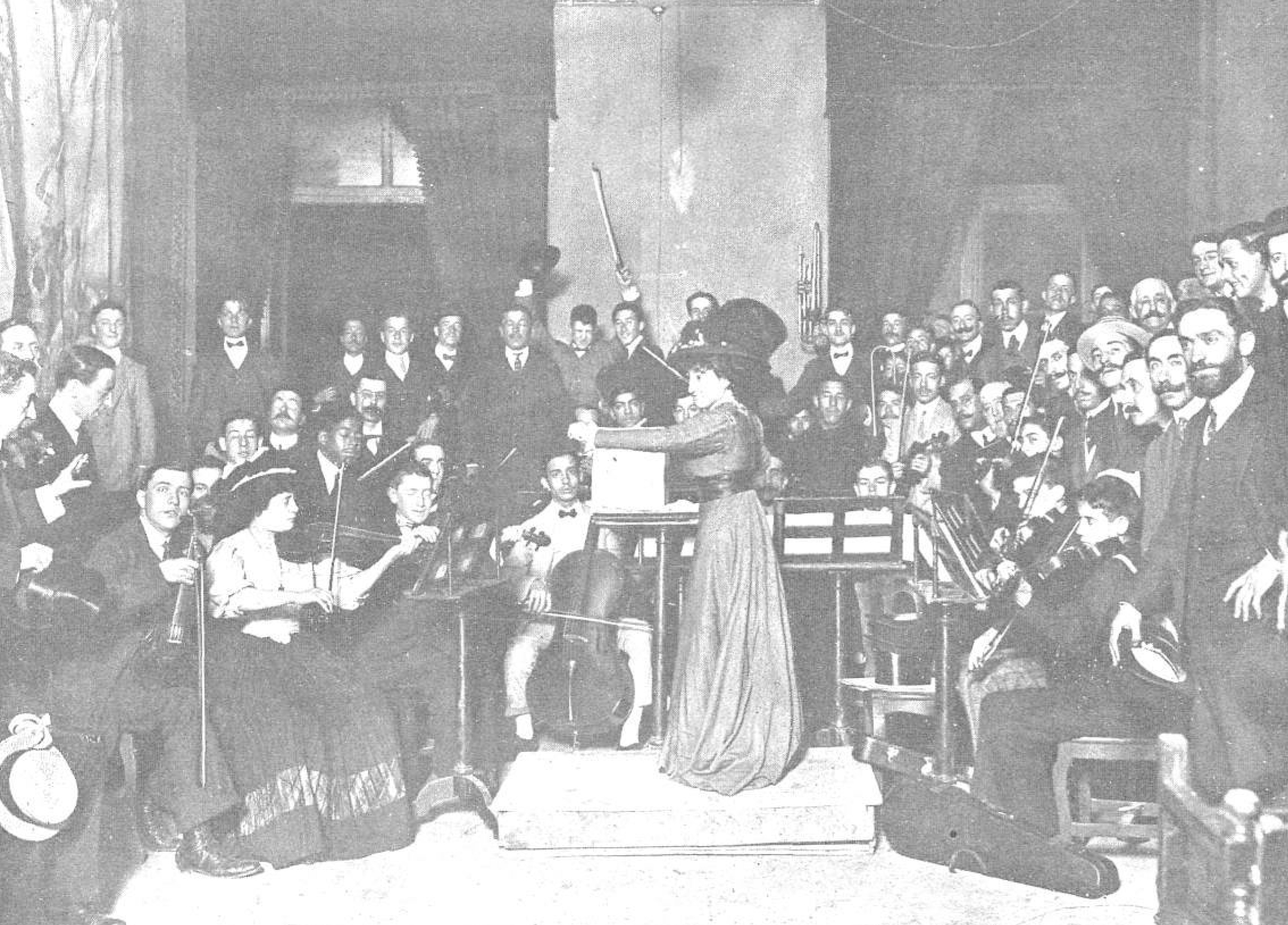
María Rodrigo dirigiendo su Serenata española en un concierto en el Círculo de Bellas Artes (1909).

De vuelta a España, trabajó como concertadora en el Teatro Real de Madrid. Dio conciertos por toda Europa acompañando al piano a Miguel Fleta. Estrenó óperas y zarzuelas, algo novedoso para una mujer en aquella época. Fue profesora en el Conservatorio de Madrid a partir del año 1933, como catedrática de Conjunto Vocal e Instrumental.
Junto a María Lejárraga y Pura Maortua fundó la Asociación Femenina de Educación Cívica, cuyo objetivo era promover la cultura de la mujer de la clase media trabajadora. Para ello, además de ofrecer conferencias y cursos, se impartían clases de idiomas, taquigrafía, corte y confección, música y declamación, siendo estas últimas enseñadas por Rodrigo.
Con motivo del estallido de la Guerra Civil, marchó al exilio junto con su hermana, lo que supuso la renuncia a su último curso de beca y por otro lado, al abandono de su archivo más valioso, sus partituras. No obstante, en Alemania retomó la composición de obras destacables de su catálogo. Durante su huida, el primer destino en el que residieron fue Cannes, donde María Rodrigo conoció a María Lejárraga, pero se exiliaron finalmente a Suiza, ciudad en la que su hermana Mercedes impartió sus estudios en psicología. Residieron en Ginebra y más adelante, en el año 1941 ambas se encontraron ya en Bogotá. Fue precisamente en esta década en la capital colombiana, en la que María Rodrigo trabajó como docente hasta en tres centros musicales, además de desempeñar labores como concertista y compositora. En 1951, las hermanas Rodrigo Bellido iniciaron su labor docente en el Recinto de Río Piedras de la Universidad de Puerto Rico, país al que se habían trasladado y donde María viviría hasta su fallecimiento. En esos años, la universidad también acogió a otros exiliados destacados como Juan Ramón Jiménez y Zenobia Camprubí, María Zambrano, Pablo Casals, José de los Ríos y Francisco Ayala, entre otros. Durante esta etapa, María Rodrigo ejerció como profesora de solfeo y dirigió varios coros. Además, colaboró con Pablo Casals en la creación del Conservatorio de Puerto Rico, donde posteriormente impartió clases, y tuvo una participación activa en la vida artística del país. Falleció a los 79 años en San Juan de Puerto Rico, ciudad donde siempre fue reconocida por su destacada labor como pedagoga musical.

## Obras
En su obra se siente la formación alemana y, en particular, la influencia wagneriana. Cultivó todos los géneros, tanto música vocal (óperas, zarzuelas y canciones) como instrumental (sinfónica, de cámara, para piano). Fue la primera mujer en estrenar una ópera en España.
- Sonata en mi bemol para piano (1911)
- Obertura para orquesta (1912)
- Cuarteto de cuerda, en cuatro tiempos (1913)
- Cuarteto para instrumentos de arco (1913)
- Mudarra para gran orquesta (poema sinfónico, 1914)
- Sinfonía en 4 tiempos (1914)
- Tres lieder para voz y piano (canciones con texto en alemán, 1914)
- Salmantina (ópera, 1914)
- Quinteto en fa para piano e instrumentos de viento (1915)
- Becqueriana (ópera, estrenada en el Teatro de la Zarzuela en 1915)
- Diana cazadora o Pena de muerte al amor (zarzuela, estrenada en el Teatro Apolo el 19 de noviembre de 1915)
- Alma española (poema sinfónico, 1917)
- Las hazañas de un pícaro (sainete, estrenado en el Teatro Apolo en 1920)
- Linterna mágica (1921)
- El pavo real (comedia poética, estrenada en el Teatro Eslava en 1922)
- Coplas de España (para guitarra, enero de 1924), cuatro coplas dedicadas a Andrés Segovia
- Ayes (canciones para canto y piano, 1925)
- Canción de amor (ópera de cámara, 1925)
- Rimas infantiles, glosas de canciones de corro (1930)
- La Copla intrusa (para piano, 1930)
- La Cenicienta (ballet infantil, 1941)
- Canciones infantiles (1942)
- Fábulas (1942)
- La carta, el guante y la rosa (ballet, 1945)
- El jardín de las imágenes (música escénica en un acto y dos cuadrod) (circa 1945)
- La flor de la vida (ópera)
- La romería del Rocío (zarzuela)
- Los Caprichos de Goya (suite sinfónica para coro y orquesta)

## Reconocimientos
- 2016 Concierto en el Auditorio Nacional y grabación de lo que se conserva de su repertorio.[8]
- 2025 Concierto / Lectura dramatizada de "Diana Cazadora".[9]